# Constantí Ducas (coemperador)
Constantí Ducas (grec medieval: Κωνσταντίνος Δούκας, Konstandinos Dukas; nascut cap al 1074 i mort cap al 1095) fou emperador de rang inferior de l'Imperi Romà d'Orient entre el 1074 i el 1078 i de nou entre el 1081 i el 1087. Fill de l'emperador Miquel VII i l'emperadriu Maria d'Alània, fou nomenat coemperador el mateix any del seu naixement. El derrocament del seu pare per Nicèfor III Botaniates el 1078 feu que perdés aquesta condició i, de retruc, que es dissolgués el seu compromís amb Olímpia, filla de Robert Guiscard, cosa que aquest últim feu servir com a pretext per envair l'Imperi Romà d'Orient. El 1081, Joan Ducas obligà Nicèfor a abdicar a favor de Aleix I Comnè. El nou emperador restituí la dignitat de coemperador a Constantí fins al 1087, quan Aleix tingué el seu primer fill mascle, el futur Joan II Comnè. Constantí morí cap al 1095.